# Voleibol de praia nos Jogos Pan-Americanos de 2015 - Masculino
O torneio masculino de voleibol de praia nos Jogos Pan-Americanos de 2015 ocorreu entre 13 e 21 de julho no Centro Chevrolet de Voleibol de Praia, em Toronto. Dezesseis duplas participaram do evento.

## Calendário
Horário local (UTC-4).
| Data        | Horário | Fase                 |
| ----------- | ------- | -------------------- |
| 13 de julho | 09:00   | Fase de qualificação |
| 14 de julho | 09:00   | Fase de qualificação |
| 15 de julho | 09:00   | Fase de qualificação |
| 16 de julho | 09:00   | Fase de qualificação |
| 17 de julho | 09:00   | Oitavas de final     |
| 18 de julho | 09:00   | Quartas de final     |
| 19 de julho | 09:00   | Semifinal            |
| 19 de julho | 09:00   | Disputa pelo bronze  |
| 21 de julho | 14:30   | Final                |

## Medalhistas
| Ouro   | MEX Lombardo Ontiveros e Juan Virgen   |
| Prata  | BRA Vitor Felipe e Álvaro Morais Filho |
| Bronze | CUB Nivaldo Díaz e Sergio González     |

## Formato
As dezesseis duplas foram divididas em quatro grupos. Cada dupla joga contra as outras do mesmo grupo, totalizando três jogos. O primeiro colocado de cada grupo se classifica para as quartas-de-final, as duas seguintes de cada grupo vão as oitavas de final. Todos os jogos em diante serão eliminatórios.

## Primeira fase

### Grupo A
|     |                                       |     | Jogos | Jogos | Jogos | Pontos | Pontos | Pontos | Sets | Sets | Sets  |
| Pos | Equipe                                | Pts | T     | V     | D     | V      | P      | R      | V    | P    | R     |
| --- | ------------------------------------- | --- | ----- | ----- | ----- | ------ | ------ | ------ | ---- | ---- | ----- |
| 1   | CAN Binstock – Schachter              | 6   | 3     | 3     | 0     | 6      | 1      | 6.000  | 136  | 94   | 1.447 |
| 2   | URU Cairus – Vieyto                   | 5   | 3     | 2     | 1     | 4      | 2      | 2.000  | 115  | 101  | 1.139 |
| 3   | NIC Mora Romero – López Alvarado      | 4   | 3     | 1     | 2     | 3      | 5      | 0.600  | 126  | 139  | 0.906 |
| 4   | GUA García Betancourt – Recinos Ocaña | 3   | 3     | 0     | 3     | 1      | 6      | 0.167  | 94   | 137  | 0.686 |

### Grupo B
|     |                           |     | Jogos | Jogos | Jogos | Pontos | Pontos | Pontos | Sets | Sets | Sets  |
| Pos | Equipe                    | Pts | T     | V     | D     | V      | P      | R      | V    | P    | R     |
| --- | ------------------------- | --- | ----- | ----- | ----- | ------ | ------ | ------ | ---- | ---- | ----- |
| 1   | BRA Vitor Felipe – Filho  | 6   | 3     | 3     | 0     | 6      | 1      | 6.000  | 150  | 114  | 1.316 |
| 2   | MEX Ontiveros – Virgen    | 5   | 3     | 2     | 1     | 4      | 2      | 2.000  | 129  | 106  | 1.217 |
| 3   | VEN Henríquez – Villafañe | 4   | 3     | 1     | 2     | 3      | 4      | 0.750  | 121  | 123  | 0.984 |
| 4   | ARU Daniel – de Cuba      | 3   | 3     | 0     | 3     | 0      | 6      | 0.000  | 69   | 126  | 0.548 |

### Grupo C
|     |                          |     | Jogos | Jogos | Jogos | Pontos | Pontos | Pontos | Sets | Sets | Sets  |
| Pos | Equipe                   | Pts | T     | V     | D     | V      | P      | R      | V    | P    | R     |
| --- | ------------------------ | --- | ----- | ----- | ----- | ------ | ------ | ------ | ---- | ---- | ----- |
| 1   | CUB Diaz – González      | 6   | 3     | 3     | 0     | 6      | 0      | MAX    | 126  | 88   | 1.432 |
| 2   | ARG Capogrosso – Mehamed | 5   | 3     | 2     | 1     | 4      | 2      | 2.000  | 115  | 96   | 1.198 |
| 3   | USA Evans – Satterfield  | 4   | 3     | 1     | 2     | 2      | 4      | 0.500  | 94   | 113  | 0.832 |
| 4   | LCA Bissette – Clercent  | 3   | 3     | 0     | 3     | 0      | 6      | 0.000  | 88   | 126  | 0.698 |

### Grupo D
|     |                           |     | Jogos | Jogos | Jogos | Pontos | Pontos | Pontos | Sets | Sets | Sets  |
| Pos | Equipe                    | Pts | T     | V     | D     | V      | P      | R      | V    | P    | R     |
| --- | ------------------------- | --- | ----- | ----- | ----- | ------ | ------ | ------ | ---- | ---- | ----- |
| 1   | CHI E Grimalt – M Grimalt | 6   | 3     | 3     | 0     | 6      | 0      | MAX    | 127  | 84   | 1.512 |
| 2   | PUR Rodríguez – Haddock   | 5   | 3     | 2     | 1     | 4      | 2      | 2.000  | 114  | 99   | 1.152 |
| 3   | TRI Williams – Withfield  | 4   | 3     | 1     | 2     | 2      | 4      | 0.500  | 105  | 124  | 0.847 |
| 4   | ESA Talavera – Vargas     | 3   | 3     | 0     | 3     | 0      | 6      | 0.000  | 92   | 131  | 0.702 |

## Fase final

### Oitavas de final
| Data        |                          | Pontos |                                  | Set 1 | Set 2 | Set 3 | Fonte |
| ----------- | ------------------------ | ------ | -------------------------------- | ----- | ----- | ----- | ----- |
| 17 de julho | MEX Ontiveros – Virgen   | 2–0    | TRI Williams – Withfield         | 21–16 | 21–9  |       | [ 2 ] |
| 17 de julho | ARG Capogrosso – Mehamed | 2–0    | NIC Mora Romero – López Alvarado | 21–15 | 21–15 |       | [ 3 ] |
| 17 de julho | URU Cairus – Vieyto      | 2–0    | USA Evans – Satterfield          | 21–15 | 21–18 |       | [ 4 ] |
| 17 de julho | PUR Rodríguez – Haddock  | 2–1    | VEN Henríquez – Villafañe        | 19–21 | 21–19 | 15–13 | [ 5 ] |

### Quartas de final
| Date        |                           | Pontos |                          | Set 1 | Set 2 | Set 3 | Fonte |
| ----------- | ------------------------- | ------ | ------------------------ | ----- | ----- | ----- | ----- |
| 18 de julho | BRA Vitor Felipe – Filho  | 2–0    | URU Cairus – Vieyto      | 21–13 | 21–12 |       | [ 6 ] |
| 18 de julho | CAN Binstock – Schachter  | 0–2    | MEX Ontiveros – Virgen   | 19–21 | 24–26 |       | [ 7 ] |
| 18 de julho | CHI E Grimalt – M Grimalt | 2–0    | ARG Capogrosso – Mehamed | 21–18 | 21–12 |       | [ 8 ] |
| 18 de julho | CUB Diaz – González       | 2–1    | PUR Rodríguez – Haddock  | 23–25 | 21–13 | 15–9  | [ 9 ] |

### Semifinal
| Date        |                        | Pontos |                           | Set 1 | Set 2 | Set 3 | Fonte  |
| ----------- | ---------------------- | ------ | ------------------------- | ----- | ----- | ----- | ------ |
| 19 de julho | CUB Diaz – González    | 0–2    | BRA Vitor Felipe – Filho  | 17–21 | 15–21 |       | [ 10 ] |
| 19 de julho | MEX Ontiveros – Virgen | 2–0    | CHI E Grimalt – M Grimalt | 21–18 | 21–13 |       | [ 11 ] |

### Disputa pelo bronze
| Data        |                             | Pontos |                       | Set 1 | Set 2 | Set 3 | Fonte  |
| ----------- | --------------------------- | ------ | --------------------- | ----- | ----- | ----- | ------ |
| 21 de julho | E Grimalt – M Grimalt (CHI) | 1–2    | Diaz – González (CUB) | 21-18 | 23-25 | 12-15 | [ 12 ] |

### Final
| Date        |                          | Pontos |                            | Set 1 | Set 2 | Set 3 | Fonte  |
| ----------- | ------------------------ | ------ | -------------------------- | ----- | ----- | ----- | ------ |
| 21 de julho | Ontiveros – Virgen (MEX) | 2–1    | Vitor Felipe – Filho (BRA) | 18-21 | 21-13 | 15-8  | [ 13 ] |